# Werner Rohde
Werner Rohde (ur. 11 czerwca 1904 w Magdeburgu, zm. 11 października 1946 w Hameln) – niemiecki zbrodniarz wojenny, lekarz SS w obozach Auschwitz-Birkenau i Natzweiler-Struthof oraz SS-Obersturmführer.

## Życiorys
Urodził się w Marburgu nad Lahn. Po ukończeniu studiów medycznych uzyskał – w 1943 stopień naukowy doktora medycyny. Członek NSDAP od 1 kwietnia 1933 o numerze legitymacji partyjnej 1 663 050 oraz SS od 1 stycznia 1936 o numerze ewidencyjnym 283 486, z przydziałem do 35. pułku Powszechnej SS (Allgemeine SS) w Kassel.
Między majem 1937 a 31 lipca 1937 służył w 115. pułku piechoty Wehrmachtu. W dn. 2 maja 1941 powołano go do czynnej służby w Waffen-SS, gdzie do 4 stycznia 1943 służył w I zapasowym batalionie sanitarnym SS, wchodzącym w skład 3 Dywizji Pancernej SS „Totenkopf”, po czym – 11 marca 1943 przeniesiono go do obozu koncentracyjnego Auschwitz-Birkenau, gdzie był m.in. obozowym lekarzem SS na odcinku BIb w Birkenau. Od 1 lipca 1944 Rohde był lekarzem garnizonowym w obozie koncentracyjnym Natzweiler-Struthof, i przebywał w nim do jego likwidacji we wrześniu 1944.
Mimo że wobec wielu lekarzy-więźniów wykazywał odruchy współczucia, to wielokrotnie brał udział w selekcjach (zarówno przywożonych do Brzezinki z całej Europy Żydów, jak i niezdolnych do pracy i chorych więźniów) i egzekucjach. Niezależnie od tego podczas służby w Natzweiler zamordował zastrzykami fenolu w serce czterech angielskich jeńców wojennych.
Po wojnie stanął przed Brytyjskim Trybunałem Wojskowym w Wuppertalu i był jednym z oskarżonych w procesie załogi Natzweiler. Proces toczył się w maju 1946. Za zabójstwo wspomnianych jeńców angielskich Rohde skazany został na śmierć i stracony przez powieszenie. Jego zbrodniczej działalności w Auschwitz nie rozpatrywano.